# Coltテクノロジーサービス
Coltテクノロジーサービスは、ロンドンに本社を置き、ヨーロッパ全域で事業展開するColt・テクノロジー・サービスのアジア地域（オセアニアを含む）におけるビジネスユニット。2014年12月、Colt Group S.A.がKVH株式会社の株式を100%取得し、2015年8月にColtグループとしてのブランド統一にともないColtテクノロジーサービス株式会社に社名変更を行った。

## 概要
1999年、KVHテレコム株式会社としてアメリカのフィデリティグループによって設立。自前の光ファイバー網、データセンター、クラウドサービスなどのマネージドITサービスを統合した「情報デリバリ・プラットフォーム戦略」に基づき、ITとネットワークを統合したソリューションを国内外の法人向けに提供している。顧客は、2,000社を超え、金融、メディア、製造、サービスプロバイダーなどの分野にわたる。KVHの光ファイバーネットワークはフラットな設計で、拠点間を中継するネットワーク機器の階層数を最少化し、東京、大阪など都市圏で低遅延のネットワークを実現した。
アジアの拠点として設立されたKVHは、東京に加え、大阪、香港、上海、シンガポール、シカゴ、ニューヨーク、シドニー、ソウル、釜山にPoP（Point of Presence：ネットワーク接続設備）を構え、シームレスなグローバルITサービスを提供している。金融業界における豊富な提供実績があり、東京、シカゴ、オーロラ、ニューヨーク、シンガポール、香港、上海、ソウル/釜山、シドニーなどアジア太平洋地域および米国の主要金融都市間を接続する低遅延ネットワークを提供している。日本における高頻度取引市場を支えるパイオニアとして、19以上のアジアの取引所を通じて、取引をサポートしている。
2014年12月、関連会社であるColt Group S.A.（英語版。ロンドン証券取引所：COLT）がKVHを買収した。
2025年3月24日、NTTドコモより過払い接続料の返還請求訴訟の提起を受けた。
尚、2024年6月27日に総務省より、総務大臣裁定(電気通信紛争処理委員会)を受けている上での提訴の惹起となった。

## 沿革
- 1999年4月：フィデリティグループによって設立。東京・大阪に光ファイバー網を敷設。翌2000年にITバブルが崩壊して多くの外資系通信会社が国内から撤退したが、KVHは日本市場にとどまり投資を続けて事業を継続的に展開。
- 2001年：日本で初めて2.4Gbit/s専用回線サービスを導入。大阪第1データセンターを開設。
- 2002年：日本で2棟目となるKVH東京データセンター1（TDC1）を開設。イーサネットサービス、ボイスTDMサービス、コロケーション、ITマネージメントサービスおよびデータセンター運用サービスを続けて導入。
- 2005年：インドのバンガロールにオペレーションセンター、中国の上海にカスタマーオペレーションセンターを開設。
- 2008年：イーサネットサービスを香港に拡張。
- 2010年：物理専用サーバー、専用VLANおよび外部接続サービス、パブリッククラウドサービス(IaaS)を開始。イーサネット網をシンガポールに拡張。
- 2011年：千葉県印西市に東京印西データセンター（TDC2）を開設
- 2012年：KVH Pte Ltd.（シンガポール）、KVH Services LLCおよびKVH Co., Limited（香港）、KVH Korea Ltd.（韓国）を設立。KVH釜山データセンター1を開設。プライベートクラウドサービスを開始。
- 2013年：国内初の100Gメトロイーサネット・ネットワークサービスを提供開始。KVH香港データセンター1、KVHシンガポールデータセンター1、KVH大阪データセンター2、KVH大手町データセンターを開設した。KVHクラウドサービス（フェーズ3）を開始、アジアおよびヨーロッパのクラウドプラットフォームの10拠点を接続。
- 2014年：東京、横浜、大阪の大都市圏で100Gイーサネットサービスを提供開始。次世代バースト型イーサネットサービス「etherXEN」を提供開始。アジアの主要100データセンター間を接続する「DCNet」を提供開始。MarketPrizm提供のサービスを新たに加え、金融機関向けサービス・ラインアップを拡充。
- 2015年8月：Coltテクノロジーサービス株式会社に社名変更。
- 2017年10月：千葉県印西市に東京印西第2データセンターを開設。
- 2018年2月：大連オフィス開設、東京オフィス移転。
- 2018年4月：東京オフィスが、泉ガーデンタワーへ移転。
- 2018年8月：アジア（日本、シンガポール、香港）でSD WANサービスを開始。
- 2018年9月：低遅延ネットワーク向けに台湾PoP開設。
- 2018年11月：Coltクラウド接続サービスでGoogle Cloudへの直接接続をサポート。
- 2018年12月：京都でメトロエリアネットワークサービス開始。
- 2019年1月：シンガポール、香港でSIP Trunkingサービス開始。 Private Waveサービス提供開始。
- 2019年5月：オラクルのアジア地域におけるクラウドサービス拡張に伴い 国内でOracle FastConnectへの接続サービスを提供開始。
- 2019年8月：Colt IQ Networkを京都と神戸に拡張。
- 2019年11月：IP Access On Demandサービス提供開始。
- 2019年12月：日本で初めてIBM Cloud Direct Link Connectサービス開始。
- 2019年12月：アジアでアリババクラウドとの直接接続を開始。クラウド移行など企業のデジタルトランスフォーメーション戦略を支援。
- 2020年4月：SD WANに新機能を追加　より快適で安全なテレワーク環境の実現と、IPv6ネットワークへの移行が可能に。
- 2020年6月：Oracle Cloud接続サービスにオンデマンド機能を追加。オラクルとの連携を強化、大阪でのサービス開始も。
- 2020年6月：インターネット接続サービスにオンデマンド機能を追加。IP Access On Demand の提供開始。
- 2020年7月：Microsoft SaaSアプリケーションを利用するお客様向けに Colt IP Access Cloud Prioritisationの提供を開始。
- 2021年2月：グローバルSIP Trunkingサービスを韓国で開始、米国でもサービス拡大。
- 2021年3月：600Gの波長多重伝送に成功。
- 2021年4月：VoiceLINE(v)の提供を日本で開始。
- 2021年10月：香港とシンガポールに400GE光サービスを最初に導入。
- 2022年5月：韓国においてネットワークサービス拡大。ソウル市内において主要４データセンターに新POPを新設。
- 2023年11月：米Lumen TechnologiesのEMEA事業買収を18億米ドルで完了。
- 2025年3月∶NTTドコモより過払い接続料の返還請求訴訟を東京地方裁判所へ提起される。

## プロダクトおよびサービス
- データセンターサービス[4]
- ネットワークサービスサービス[4]
- ITマネジメントサービス[4]
- 多国言語[5]でのサポート
- 電話/VoIPサービス[6]

## 受賞歴
- 2020年2月：ガートナー社の2020年度版マジック・クアドラントにて「ビジョナリー」に認定。[7]
- 2021年3月：ガートナー社の2021年度版マジック・クアドラントにて 「ビジョナリー」に認定。ビジョンの完全性と実行能力が高く評価され2020年に続き2年連続選出。[8]
- 2023年12月：ESGへの卓越した取り組みにより、 2年連続でEcoVadisのプラチナ評価を獲得。[9]